# 이반 수사닌
이반 수사닌(러시아어: Иван Сусанин, IPA: [ɪˈvan sʊˈsanʲɪn]; 1613년 사망)은 17세기 초 동란 시대의 러시아 국가 영웅이자 순교자다. 널리 알려진 전설에 따르면, 미하일 차르를 죽이려던 폴란드 군대가 수사닌을 길잡이로 고용했다. 수사닌은 그들을 러시아 숲을 가로지르는 비밀 경로로 유인했고, 그들과 수사닌은 다시는 소식을 들을 수 없었다.

## 증거
1619년, 코스트로마 근처 돔니노 마을의 보그단 소비닌은 미하일 차르로부터 데레비시치 마을의 절반을 받았다. 현존하는 왕실 칙서에 따르면, 이 땅은 폴란드인들에게 차르의 위치를 밝히기를 거부했던 그의 장인 이반 수사닌에게 보상하기 위해 하사되었다.
이후의 칙서(1641년, 1691년, 1837년)는 이반 수사닌이 "폴란드인과 리투아니아인에게 심문을 받고 위대한 차르의 행방을 알아내기 위해 믿을 수 없을 정도로 큰 고문을 당했지만, 그 사실을 알고 엄청난 고통을 겪으면서도 아무 말도 하지 않았고 이에 대한 복수로 폴란드인과 리투아니아인에게 고문당해 죽었다"는 1619년 칙서의 문구를 충실히 반복한다.
수사닌의 삶과 죽음에 대한 전설은 시간이 흐르면서 발전했다. 19세기 초, 이 칙서들은 태동하는 러시아 역사학의 주목을 받았고, 수사닌은 러시아의 국가 영웅이자 차르에 대한 러시아 농민의 헌신을 상징하는 인물로 선포되었다. 수사닌은 공식적으로 국가 영웅으로 추앙받았고, 미하일 글린카의 1836년 오페라 황제를 위한 삶과 같은 시와 오페라에서 기념되었다.

## 전설
돔니노 마을은 표도르 로마노프의 아내이자 미하일 로마노프의 어머니인 크세니아 셰스토바의 소유였다. 1613년 미하일이 러시아 차르에 선출되자, 젬스키 소보르는 보로틴스키 공작과 몇몇 보야르들을 돔니노에 살던 미하일에게 그의 선출 소식을 알리기 위해 보냈다.

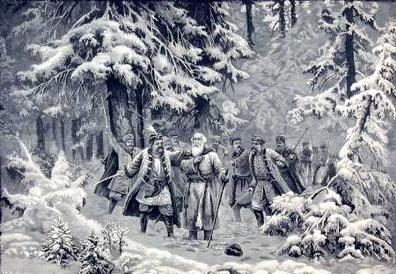
수사닌의 마지막 순간을 묘사한 19세기 러시아 그림

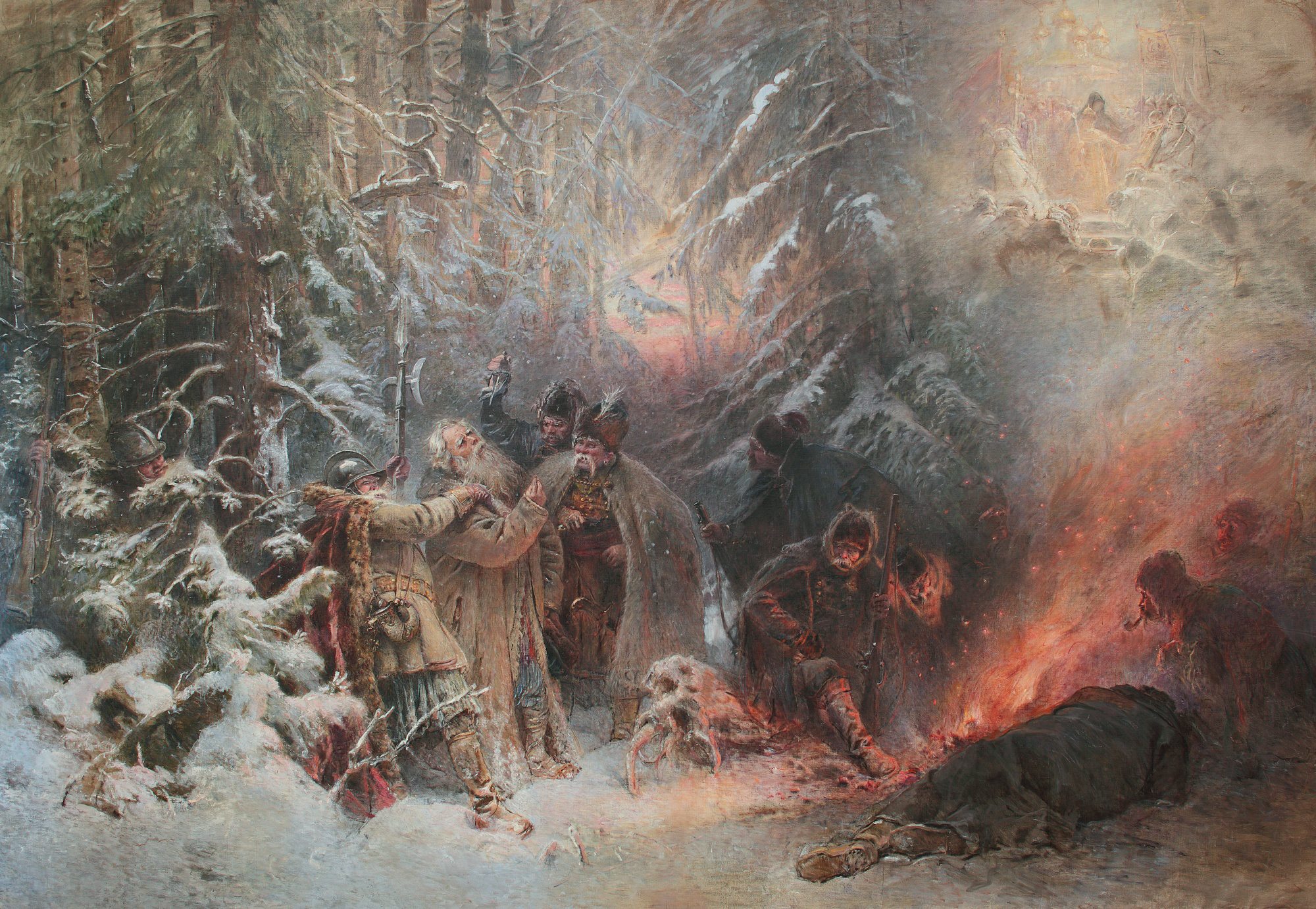
이반 수사닌 (콘스탄틴 마코프스키, 1914년)

그러나 많은 폴란드 부대가 여전히 러시아를 배회하고 있었다. 그들은 폴란드-모스크바 전쟁 (1605-1618)에서 지그문트 3세 바사의 패배를 인정하지 않고 여전히 러시아 왕위를 주장하며 지그문트 3세 바사를 지지했다. 그들 중 한 명이 이 소식을 알아채고 젊은 차르를 찾아 죽이기 위해 군대를 코스트로마로 보냈다.
그들은 돔니노로 가는 길을 확신하지 못하여 지역 주민들에게 길을 묻기 시작했다고 한다. 마을 근처 숲에서 그들은 벌목꾼 이반 수사닌을 만났는데, 그는 미하일이 숨어 있었던 것으로 보이는 이파티예프 수도원으로 숲을 가로지르는 "지름길"을 통해 직접 데려다주겠다고 약속했다. 그의 적들은 수사닌을 따라갔고 다시는 소식을 들을 수 없었다. 수사닌이 그들을 숲 속 깊이 이끌어 길을 찾을 수 없게 만들었고, 그래서 그들은 혹독한 2월 밤의 추위 속에서 죽었다고 추정된다.
수사닌이 비밀리에 다른 길로 미리 보냈던 사위는 미하일을 경고했고, 수도사들은 미하일을 폴란드군의 추가 습격으로부터 숨겼다. 미하일은 차르로 즉위하여 32년 동안 러시아를 통치하며 로마노프가를 세웠다.

## 유산

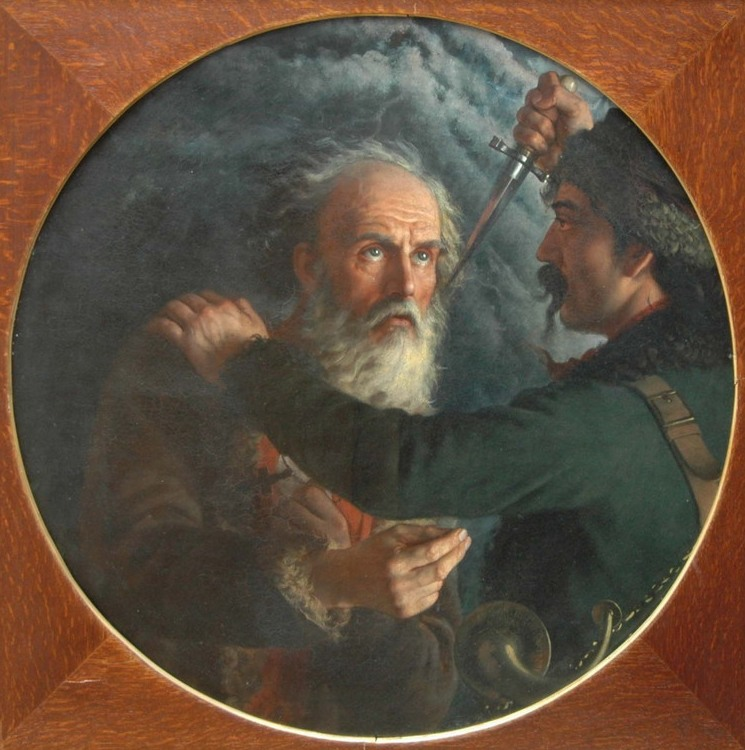
미하일 스코티 작 이반 수사닌의 죽음, 1851년.

이반 수사닌을 상징적인 러시아 애국자로 묘사한 이야기와 이미지는 특히 러시아 제국에서 많은 예술가, 작곡가, 작가에게 영감을 주었다. 콘드라티 릴레예프는 시에서 수사닌의 위업을 기렸고, 미하일 글린카는 국제적으로 유명한 최초의 러시아 오페라 중 하나인 "이반 수사닌", 또는 "황제를 위한 삶"을 작곡했다. 오페라의 원래 제목은 영웅의 이름을 따서 "이반 수사닌"으로 하려 했으나, 니콜라이 1세가 리허설에 참석하자 글린카는 아첨하는 제스처로 제목을 "황제를 위한 삶"으로 변경했다. 이 제목은 러시아 혁명까지 러시아 제국에서 유지되었고, 이후 "이반 수사닌"으로 되돌아갔다. 오페라의 노골적인 군주주의 대본은 소련 이념에 맞게 수정되었다. 차이콥스키의 1812년 서곡 피날레에 나오는 차르 찬송가 멜로디는 글린카의 오페라에 나오는 합창 "영광 있으라, 거룩한 루시에게 영광 있으라!"(Славься, славься, святая Русь!)로 대체되었다.
1838년, 니콜라이 1세는 코스트로마에 수사닌 기념비를 세우라고 명령했지만, 기념비에 포함된 차르의 동상에 불쾌감을 느낀 볼셰비키에 의해 파괴되었다. 나중에 그들은 영웅에게 또 다른 기념비를 세웠다.
니콜라이 정권에 반대했던 역사가 미콜라 코스토마로우는 1612년 미하일 로마노프가 돔니노가 아닌 이파티예프 수도원에 살았기 때문에 전설의 의심스러운 역사성에 대해 처음으로 문제를 제기했다. 그의 주장은 미하일 포고딘과 세르게이 솔로비요프와 같은 더 정통적인 학자들에 의해 기각되었다.
"수사닌"이라는 이름은 길을 안다고 주장하면서 어딘가로 이끌지만 결국 그렇지 않다는 것이 증명되는 사람을 가리키는 러시아어의 비꼬는 클리셰가 되었다. 그런 상황에서 이 클리셰를 인용하기 위해 유명한 민담 운율이 인용되는데, 이는 대략 "이반 수사닌, 우리가 어떤 망할 덫에 걸렸어? / 제길! 내가 숲을 손바닥처럼 안다고 생각했는데!"로 번역될 수 있다.

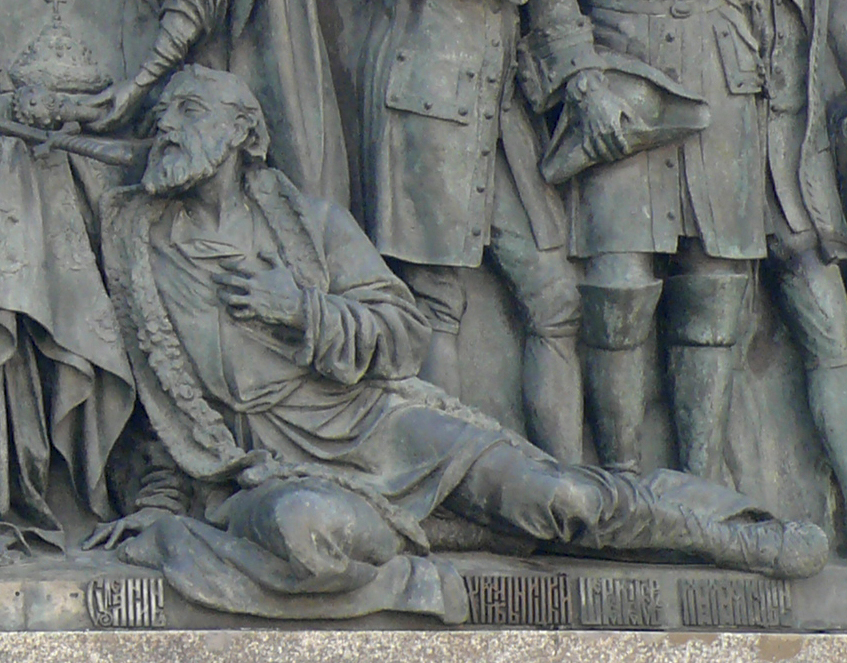
러시아 천년 기념비에 있는 수사닌.

글린카의 오페라 황제를 위한 삶은 로마노프가 300주년 기념 행사 전반에 걸쳐 크게 다루어졌다. 마린스키 극장의 갈라 공연에서 상연되었다. 러시아 전역에서 학교, 연대, 아마추어 극단에 의해 공연이 상연되었다. 팸플릿과 싸구려 신문은 수사닌의 이야기를 식상할 정도로 인쇄했고, 한 신문은 수사닌이 모든 병사들에게 주권자에 대한 맹세를 어떻게 이행해야 하는지를 보여주었다고 전했다. 코스트로마의 로마노프 기념비 바닥에는 러시아를 의인화한 여성이 무릎 꿇은 수사닌에게 축복을 내리고 있다. 코스트로마에서 니콜라이 2세는 수사닌의 후손이라고 주장하는 포템킨 농민 집단을 선물로 받기까지 했다.

## 같이 보기
- 마트베이 쿠즈민 (1858년–1942년): 독일 대대를 매복 공격으로 유인하여 자신을 희생한 제2차 세계 대전 러시아 영웅.